# Прем'єр-міністр Індії
Прем'єр-міністр Індії (IAST: Bhārat kē Pradhānamantrī IAST) — глава уряду Республіки Індія. Виконавча влада належить прем'єр-міністру та обраній ним Раді міністрів, поміж тим, що президент Індії є номінальним главою виконавчої влади. Прем'єр-міністр почасти є лідером партії або коаліції з більшістю в нижній палаті парламенту Індії, Лок Сабха, що є головним законодавчим органом держави. Прем'єр-міністр і його кабінет завжди підзвітні перед Лок Сабха.
Прем'єр-міністра призначає президент Індії; однак прем'єр-міністр повинен користуватися довірою більшості членів Лок Сабха, які обираються прямим шляхом щоп'ять років, аби не допускати його відставки. Прем'єр-міністр може бути членом Лок Сабха або Радж'я Сабха (верхньої палати парламенту). Він контролює відбір і звільнення членів Ради міністрів Союзу (уряду) та розподіляє посади між членами уряду.
Найдовше прем'єр-міністром був Джавахарлал Неру — це була перша людина на посаді, що обіймала її 16 років і 286 днів. За ним був короткий термін Лала Бахадура Шастрі та 11- і 4-річне правління Індіри Ганді. Обидва політики належали до Індійського національного конгресу. Після вбивства Індіри Ганді її син Раджив Ганді очолював країну до 1989 року, коли почалося десятиліття з п'ятьма нестабільними урядами. Після цього настав час повних каденцій П. В. Нарасімхи Рао, Атала Біхарі Ваджпаї, Манмохана Сінгха та Нарендри Моді. Моді є 14-м і нинішнім прем'єр-міністром Індії, який обіймає цю посаду з 26 травня 2014 року.

## Походження та історія
Індія дотримується парламентської системи, за якою прем'єр-міністр є главою уряду та главою виконавчої влади уряду. В таких системах глава держави або офіційний представник глави держави (тобто монарх, президент чи генерал-губернатор) зазвичай відіграє суто церемоніальну роль та діє — з більшості питань — лише за порадою прем'єр-міністра.
Прем'єр-міністр — якщо він ще не став членом парламенту — має стати членом парламенту протягом шести місяців після початку свого перебування на посаді. Зазвичай прем'єр-міністр співпрацює з іншими центральними міністрами, щоб забезпечити ухвалення законопроєктів парламентом.

### 1947—1984
З 1947 року було 14 різних прем'єр-міністрів. Перші кілька десятиліть незалежності Індійський національний конгрес (ІНК) майже повністю домінував на політичній карті Індії. Перший прем'єр-міністр Індії Джавахарлал Неру склав присягу 15 серпня 1947 року. Неру обіймав посаду прем'єр-міністра 17 років поспіль, здобувши перемогу на чотирьох загальних виборах. Його повноваження закінчилися в травні 1964 року внаслідок смерті. Після Неру посаду прем'єр-міністра обійняв Лал Багадур Шастрі — колишній міністр внутрішніх справ і лідер ІНК. Під час правління Шастрі відбулася індо-пакистанська війна 1965 року. Згодом Шастрі помер від серцевого нападу в Ташкенті після підписання Ташкентської декларації.
Після Шастрі першою жінкою-прем'єр-міністром країни була обрана Індіра Ганді — донька Неру. Перший термін перебування Індіри на посаді тривав 11 років, протягом яких вона пішла на такі кроки, як націоналізація банків; поклала край надбавкам і політичним посадам, що їх отримували члени королівських сімей колишніх князівських штатів Британського Раджу. Крім того, в її час відбулися інші важливі події: індійсько-пакистанська війна 1971 року; створення суверенної Бангладеш; приєднання Сіккіму до Індії шляхом референдуму 1975 року; перше ядерне випробування Індії в Похрані відбулося також протягом першого терміну Індіри. У 1975 році президент Фахруддін Алі Ахмед — за її порадою — запровадив надзвичайний стан, а відтак, цей період відомий порушеннями прав людини, адже уряд був наділений надзвичайними повноваженнями.
Після масових протестів у 1977 році надзвичайний стан було скасовано і були призначені загальні вибори. Після завершення надзвичайного стану всі опозиційні політичні партії разом боролися проти ІНК під егідою Джаната партії та перемогли правлячу силу. Після того Морарджі Десаї — колишній заступник прем'єр-міністра — став першим прем'єр-міністром Індії, який не входив до ІНК. Уряд прем'єр-міністра Десаї складався з груп з протилежними ідеологіями, в яких було важко підтримувати єдність і координацію. Зрештою, після двох з половиною років на посаді прем'єр-міністра, 28 липня 1979 року Морарджі подав президенту заяву про відставку. Після цього Чаран Сінгх — заступник прем'єр-міністра в кабінеті Десаї — за зовнішньої, умовної підтримки ІНК, отримав більшість у Лок Сабха та склав присягу прем'єр-міністра. Однак невдовзі ІНК відмовився від своєї підтримки, і Сінгху довелося піти у відставку; він перебував на посаді 5 місяців — найкоротша каденція в цій посаді.
У 1980 році, після трирічної перерви, ІНК повернувся до влади з абсолютною більшістю. Індіра Ганді була обрана прем'єр-міністром вдруге. Під час її другого перебування на посаді була проведена операція «Блакитна зірка» — операція індійської армії в Золотому храмі, найсвященнішому місці сикхізму, — яка, як повідомляється, призвела до тисяч смертей. Згодом, 31 жовтня 1984 року Ганді була застрелена Сатвантом Сінгхом і Беантом Сінгхом — двома її охоронцями — в саду її резиденції в Нью-Делі.

### 1984—1999
Після Індіри її старший 40-річний син Раджив склав присягу ввечері 31 жовтня 1984 року, ставши наймолодшою особою, яка коли-небудь займала посаду прем'єр-міністра. Раджив негайно закликав до загальних виборів. На них ІНК отримав абсолютну більшість, отримавши 401 з 552 місць у Лок Сабха, тобто максимальну кількість, отриману будь-якою партією в історії країни. У той же час перший міністр фінансів, а потім міністр оборони в кабінеті Ганді Вішванат Пратап Сінгх під час роботи в міністерстві оборони виявив порушення, які стали відомі як скандал Бофорса. Згодом Сінгха вигнали з ІНК, він сформував Джаната Дал, і — за допомогою кількох опозиційних до ІНК партій — створив партійну коаліцію під назвою Національний фронт.
На загальних виборах 1989 року до влади прийшов Національний фронт за підтримки партії Бхаратія Джаната (BJP) і Лівого фронту. Прем'єр-міністром був обраний В. П. Сінгх. Протягом менш ніж року перебування на посаді Сінгх і його уряд прийняли рекомендації Комісії Мандала, що стосувалися покращення становища «відсталих класів» країни. Каденція Сінгха закінчився після того, як він наказав заарештувати члена BJP Лала Крішну Адвані, в результаті чого BJP відмовилася від зовнішньої підтримки уряду, а В. П. Сінгх програв вотум недовіри в парламенті з рахунком 146—320 і йому довелося піти у відставку. Після цього Чандра Шекхар разом із 64-ма членами парламенту створив партію Самаджваді Джаната (Раштрія) і за підтримки ІНК отримав більшість у Лок Сабха. Але прем'єрство Шекхара тривало недовго, адже ІНК відмовився від своєї підтримки; в результаті уряд Шекхара впав, і було оголошено нові вибори.
На загальних виборах 1991 року ІНК під керівництвом П. В. Нарасімхи Рао сформував уряд меншості; Рао став першим прем'єр-міністром південноіндійського походження. Після розпаду Радянського Союзу Індія опинилася на межі банкрутства, тому Рао вжив заходів для лібералізації економіки та призначив міністром фінансів Манмохана Сінгха — економіста й колишнього керівника Резервного банку Індії. Потім Рао та Сінгх зробили низку кроків для лібералізації економіки, що призвело до безпрецедентного економічного зростання країни. Однак його прем'єрство також було свідком руйнування мечеті Бабрі Масджид, що призвело до загибелі близько 2000 людей. Рао провів п'ять безперервних років на посаді, ставши першим прем'єр-міністром не з сім'ї Неру-Ганді, якому це вдалося.
Після закінчення повноважень Рао в травні 1996 країна бачила чотирьох прем'єр-міністрів протягом трьох років: два строки Атала Біхарі Ваджпаї; один строк Х. Д. Деве Говди з 1 червня 1996 по 21 квітня 1997; і один строк І. К. Гуджрала з 21 квітня 1997 по 19 березня 1998. Уряд прем'єр-міністра Ваджпаї, обраний у 1998 році, вжив певних кроків. У травні 1998 року — після місяця перебування при владі — уряд оголосив про проведення п'яти підземних ядерних вибухів у Похрані. У відповідь на ці випробування багато західних країн, включаючи Сполучені Штати, запровадили економічні санкції проти Індії, але завдяки підтримці, отриманій від Росії, Франції, країн Перської затоки та деяких інших країн, санкції загалом не стали успішними. Кілька місяців потому у відповідь на індійські ядерні випробування Пакистан також провів ядерні випробування. Враховуючи погіршення ситуації між двома країнами, уряди намагалися покращити двосторонні відносини. У лютому 1999 року Індія та Пакистан підписали Лахорську декларацію, в якій обидві країни оголосили про свій намір подолати взаємну ворожнечу, збільшити торгівлю та використовувати свій ядерний потенціал у мирних цілях. У травні 1999 року партія AIADMK вийшла з правлячої коаліції Національного демократичного альянсу (NDA), внаслідок чого уряд Ваджпаї став тимчасовим після вотуму недовіри 269—270. Це збіглося з Каргільським конфліктом з Пакистаном. На наступних загальних виборах у жовтні 1999 року NDA під керівництвом BJP та пов'язані з нею партії забезпечили собі комфортну більшість у Лок Сабха, отримавши 299 із 543 місць у нижній палаті.

### 2000–дотепер
Під час свого правління Ваджпаї продовжив процес економічної лібералізації, що призвело до економічного зростання. На додаток до розвитку інфраструктури та базових об'єктів, уряд зробив кілька кроків для покращення інфраструктури країни, таких як Національний проєкт розвитку автомобільних доріг (NHDP) і Pradhan Mantri Gram Sadak Yojana (PMGSY; IAST : Pradhānamaṃtrī Grāma Saḍaka Yojanā IAST; букв. «Схема сільських доріг прем'єр-міністра»). Але в 2002 році відбулися громадські заворушення в штаті Гуджарат, внаслідок яких загинуло близько 2000 осіб. Термін перебування Ваджпаї на посаді прем'єр-міністра завершився в травні 2004 року, що зробило його першим прем'єр-міністром не з ІНК, який завершив повну п'ятирічну каденцію.
На виборах 2004 року ІНК став найбільшою партією в підвішеному парламенті; очолюваний ним Об'єднаний прогресивний альянс (UPA) — за зовнішньої підтримки Лівого фронту, партії Самаджваді (SP) та партії Бахуджан Самадж (BSP) — отримав більшість у Лок Сабха, і прем'єр-міністром був обраний Манмохан Сінгх. Він став першим сикхським прем'єр-міністром нації. Під час його правління країна зберегла економічну динаміку, набуту під час перебування на посаді прем'єр-міністра Ваджпаї. Крім того, уряду вдалося добитися прийняття в парламенті Закону про гарантії зайнятості в сільській місцевості 2005 року та Закону про право на інформацію 2005 року. Крім того, уряд зміцнив відносини Індії з такими країнами, як Афганістан, Росія, країнами Перської затоки та Сполученими Штатами, кульмінацією чого стала ратифікація цивільної ядерної угоди між Індією та США наприкінці першого терміну Сінгха. У той же час теракти в Мумбаї в листопаді 2008 року також відбулися під час першої каденції Сінгха. На загальних виборах 2009 року мандат UPA збільшився. Другий термін прем'єр-міністра Сінгха, однак, супроводжувався скандалами на високому рівні та звинуваченнями в корупції. Сінгх пішов у відставку з поста прем'єр-міністра 17 травня 2014 року після поразки ІНК на загальних виборах.
На виборах 2014 року NDA під керівництвом BJP отримала абсолютну більшість, отримавши 336 із 543 місць у Лок Сабха; сама BJP стала першою партією з 1984 року, яка отримала більшість у нижній палаті. Головний міністр Гуджарату Нарендра Моді був обраний прем'єр-міністром, ставши першою людиною на цій посаді, що народилася в незалежній Індії.
Нарендра Моді був переобраний прем'єр-міністром у 2019 році з більшим мандатом, ніж п'ять років тому. NDA під керівництвом BJP отримала 354 місця, з яких остання забезпечила 303 місця.

### Партійність
| Партія | Партія                          | К-сть | Років    | Персоналії                                                                                              | Альянс                                                                                     |
| ------ | ------------------------------- | ----- | -------- | --- | ------------------------------------------------------------------------------------------ |
|        | Індійський національний конгрес | 6     | 54 роки  | Джавахарлал Неру, Лал Бахадур Шастрі, Індіра Ганді, Раджив Ганді, П. В. Нарасімха Рао та Манмохан Сінгх | - DMK, CPI та CPI (M) (1969-1971) - DMK (1971-1976) - AIADMK (1991-1994) - UPA (2004-2014) |
|        | Бхаратія джаната парті          | 2     | 15 років | Атал Біхарі Ваджпаї та Нарендра Моді                                                                    | NDA (з 1998)                                                                               |
|        | Джаната дал                     | 3     | 2 роки   | Вішванат Пратап Сінгх, Х. Д. Деве Говда та Індер Кумар Гуджрал                                          | UF                                                                                         |
|        | Джаната                         | 1     | 2 роки   | Мораджі Десаї                                                                                           | JP                                                                                         |
|        | Джаната (світська)              | 1     | <1 року  | Чаран Сінгх                                                                                             | JP                                                                                         |
|        | Самаджваді Джаната (Раштрія)    | 1     | <1 року  | Чандра Шекхар                                                                                           | JP Зовнішня підтримка від INC                                                              |

## Конституційні основи посади Прем'єр-міністра
Конституція передбачає систему розподілу влади, за якою президент Індії є главою держави; прем'єр-міністр очолює Раду міністрів, допомагаючи та консультуючи президента у виконанні його конституційних функцій. Буквально, ст.ст. 53, 74 та 75 передбачають таке:
Виконавча влада Союзу покладається на Президента і здійснюється безпосередньо або через підлеглих посадових осіб відповідно до Конституції.— Стаття 53(1) Конституції Індії
Повинна існувати Рада Міністрів на чолі з Прем'єр-міністром, щоб допомагати та консультувати Президента, який під час виконання своїх функцій діятиме відповідно до таких порад.— Стаття 74(1) Конституції Індії
Прем'єр-міністр призначається Президентом, а інші міністри призначаються Президентом за порадою Прем'єр-міністра.— Стаття 75(1) Конституції Індії
Як і в більшості парламентських демократій, обов'язки президента є здебільшого церемоніальними, доки кабінет міністрів і законодавча влада дотримуються конституції та верховенства права. Прем'єр-міністр Індії є главою уряду і несе відповідальність за виконавчу гілку. Конституційним обов'язком президента є оберігання, охорона й захист Конституції та закону (англ. to preserve, protect and defend the Constitution and the law) згідно зі статтею 60. У конституції Індії прем'єр-міністр згадується лише в чотирьох її статтях (ст.ст. 74, 75, 78 і 366). Прем'єр-міністр відіграє вирішальну роль в індійському врядуванні, маючи більшість у Лок Сабха.

## Призначення, перебування на посаді та відставка

### Кваліфікаційні вимоги
Згідно зі статтею 84 Конституції Індії, яка встановлює кваліфікаційні вимоги для членів парламенту, та статтею 75, яка встановлює вимоги для міністра в Раді міністрів Союзу, а також аргументу, що посада Прем'єр-міністр описується як primus inter pares (перший серед рівних), Прем'єр-міністр повинен:
- Бути громадянином Індії.
- Бути членом Лок Сабха або Радж'я Сабха. Якщо особа, обрана прем'єр-міністром, не є ні членом Лок Сабха, ні Радж'я Сабха на момент обрання, вона повинна стати членом будь-якої з палат протягом шести місяців.
- Бути старше 25 років (для членів Лок Сабха) або старше 30 років (для членів Радж'я Сабха).
- Не обіймати жодних комерційних посад під керівництвом уряду Індії чи уряду будь-якого штату чи будь-якої місцевої чи іншої влади, що підконтрольна будь-якому із зазначених урядів.

Після того, як кандидата обрано прем'єр-міністром, він повинен звільнитися зі своїх посад у будь-яких приватних чи державних компаніях і може повернутися туди лише після завершення строку повноважень.

### Присяги

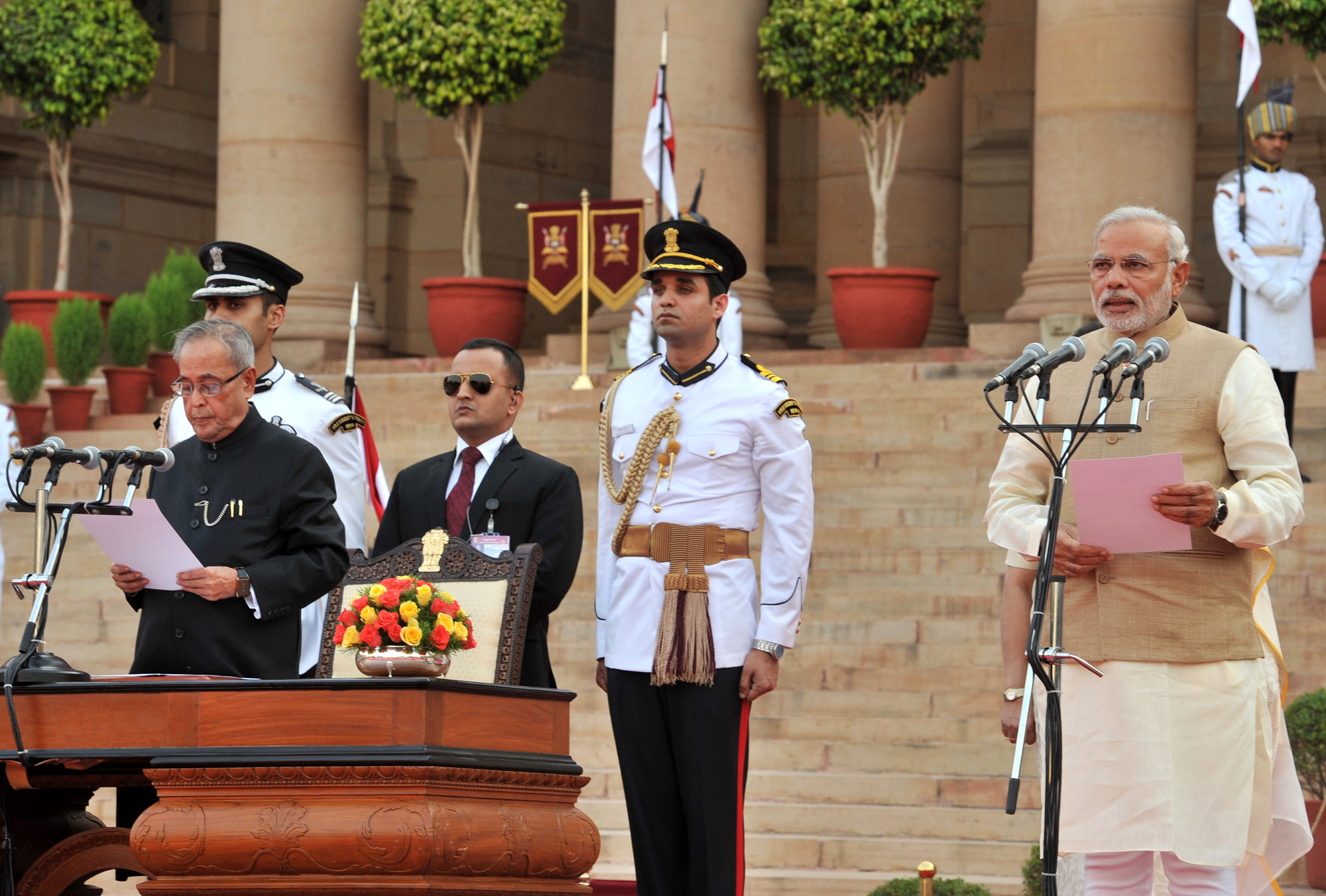
Перша церемонія присяги Нарендри Моді, 2014

Перед вступом на посаду прем'єр-міністр зобов'язаний скласти та підписати в присутності президента Індії посадову присягу та присягу про збереження таємниці згідно з Третім додатком до Конституції Індії.
Посадова присяга:
Я, <ім'я>, клянусь іменем Бога/урочисто стверджую, що буду мати справжню віру та вірність Конституції Індії, як встановлено законом, що я буду підтримувати суверенітет і цілісність Індії, що я буду віддано і сумлінно виконувати свої обов'язки як Прем'єр-міністра Союзу і що я буду чинити справедливо по відношенню до всіх людей відповідно до Конституції та закону, без страху чи прихильності, ласки чи злого бажання.— Конституція Індії, Третій додаток, частина I
Присяга про збереження таємниці:
Я, <ім'я>, присягаю іменем Бога/урочисто підтверджую, що не буду прямо чи опосередковано повідомляти чи розкривати будь-якій особі або особам будь-яке питання, яке буде передане на мій розгляд або стане відомим мені як Прем'єр-міністрові Союзу, за винятком випадків, коли це може знадобитися для належного виконання моїх обов'язків як такого Міністра.— Конституція Індії, Третій додаток, частина II

### Перебування на посаді та звільнення
Прем'єр-міністр обіймає посаду на «вгоду президента», отже, прем'єр-міністр може залишатися на посаді необмежений час, доки президент має довіру до нього. Однак прем'єр-міністр також повинен мати довіру Лок Сабха, нижньої палати парламенту.
Строк повноважень прем'єр-міністра може припинитися до закінчення повноважень скликання Лок Сабха, якщо проста більшість членів палати перестала йому довіряти — це називається вотумом недовіри. Трьох прем'єр-міністрів, І. К. Гуджрала, Х. Д. Деве Говду та Атала Біхарі Ваджпаї, було усунуто з посади таким штибом. Крім того, посадовець може піти у дострокову відставку; Морарджі Десаї був першим прем'єр-міністром, який пішов у відставку під час перебування на посаді.
Окремі питання державної служби прем'єр-міністра регулюються Законом про представництво народу 1951 року.

## Роль і повноваження прем'єр-міністра

### Виконавчі повноваження

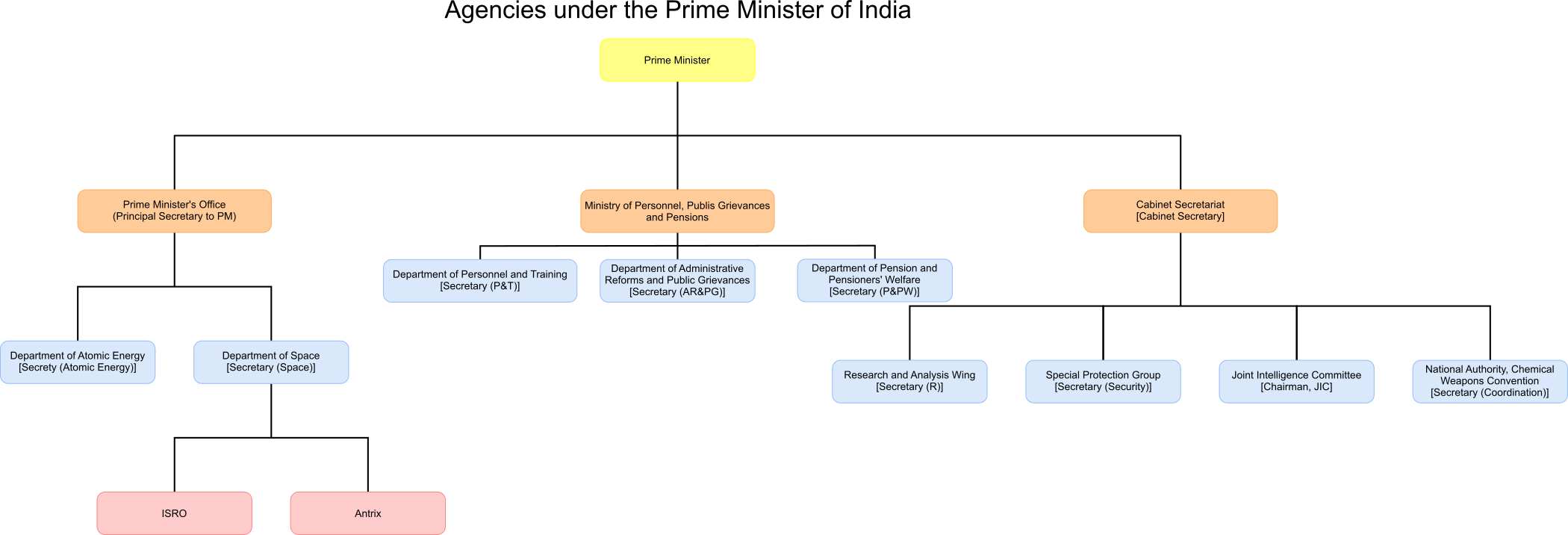
Агентства при Прем'єр-міністрі

Прем'єр-міністр керує функціонуванням і здійсненням повноважень уряду Індії. Згідно з відповідними вимогами, президент Індії запрошує особу, яка користується підтримкою більшості членів Лок Сабха, сформувати на національному рівні уряд Індії — також відомий як центральний уряд, або уряд Союзу — та виконувати свої повноваження. На практиці прем'єр-міністр номінує президенту членів своєї ради міністрів. Вони також працюють над визначенням основної групи міністрів (відомої як кабінет міністрів), відповідальних за важливі функції та міністерства.
Прем'єр-міністр відповідає за надання допомоги та консультування президента щодо розподілу роботи уряду між різними міністерствами та відомствами, у згоді з Правилами уряду Індії 1961 року. Координаційна робота, як правило, покладається на Секретаріат Кабінету Міністрів. У той час як робота уряду, як правило, розподіляється між різними міністерствами, прем'єр-міністр може зберігати за собою певні портфелі, якщо вони не розподіляються між членами кабінету.
Прем'єр-міністр за погодженням із кабінетом планує та відвідує засідання палат парламенту та зобов'язаний відповідати на запитання членів парламенту до нього як до відповідального за портфелі в уряді Індії.
Деякі конкретні міністерства/відомства не закріплені за ким-небудь у кабінеті, крім самого прем'єр-міністра. Прем'єр-міністр зазвичай відповідає за/очолює:
- Міністерство персоналу, громадських скарг і пенсій (як міністр персоналу, громадських скарг і пенсій)
- Секретаріат Кабінету
- Комітет з призначень Кабінету
- Комітет Кабінету з безпеки
- Комітет Кабінету з економічних питань
- NITI Aayog
- Департамент атомної енергетики
- Департамент космосу
- Управління ядерного командування.

Прем'єр-міністр представляє країну в різних делегаціях, зустрічах високого рівня та міжнародних організаціях, які вимагають участі найвищої урядової посади, а також звертається до нації з різних питань національного чи іншого значення.
Відповідно до статті 78 Конституції Індії, Кабінет Союзу і Президент офіційно спілкуються через Прем'єр-міністра. В іншому випадку Конституція визнає Прем'єр-міністра членом Кабінету Союзу лише поза сферою Кабінету.

#### Адміністративні повноваження та повноваження з призначення
Прем'єр-міністр рекомендує президенту, серед іншого, кандидатури для призначення на посади:
- Головного виборчого уповноваженого Індії (CEC) та інших виборчих уповноважених (ECs)
- Контролера і генерального аудитора Індії (C&AG)
- Голови та членів Комісії з державної служби Союзу (UPSC)
- Головного інформаційного уповноваженого Індії (CIC) та інформаційних уповноважених
- Голови та членів фінансової комісії (FC)
- Генерального прокурора Індії (AG) та Генерального соліситора Індії (SG).

Як голова Комітету з призначень Кабінету міністрів (ACC), прем'єр-міністр — за необов'язковою порадою Секретаря Кабміну під керівництвом Старшої відбіркової комісії (SSB) — вирішує призначення вищих державних службовців, таких як секретарі, додаткові секретарі та співсекретарі в уряді Індії. Крім того, у тій самій ролі прем'єр-міністр вирішує призначення вищого військового персоналу, наприклад начальника штабу сухопутних військ, начальника повітряного штабу, начальника військово-морського штабу та командувачів оперативних і навчальних командувань. Крім того, ACC також вирішує призначення офіцерів індійської поліції, які займають більшість посад у правоохоронних органах вищого рівня на федеральному рівні та рівні штату.
Крім того, як міністр персоналу, громадських скарг і пенсій, прем'єр-міністр також здійснює контроль над Індійською адміністративною службою (IAS), головною державною службою країни, яка укомплектовує кадрами більшу частину вищої державної служби; Комісією з відбору державних підприємств (PESB); і Центральним бюро розслідувань (CBI), за винятком обрання його директора, якого обирає комітет у складі: (a) прем'єр-міністра, як голови; (b) лідера опозиції в Лок Сабха; та (c) головного судді.
На відміну від більшості інших країн, прем'єр-міністр не має великого впливу на відбір суддів: це робить колегія суддів, що складається з головного судді Індії, чотирьох старших суддів Верховного суду та головного (або найстаршого) судді високого суду відповідного штату. Однак виконавча влада в цілому має право повернути рекомендовану кандидатуру до колегії для повторного розгляду, утім це не є повним правом вето, і колегія все ще може висунути відхилену кандидатуру.

### Законодавчі повноваження
Прем'єр-міністр діє як лідер палати парламенту — зазвичай Лок Сабха, — до якої він належить. У цій ролі йому доручено представляти виконавчу владу в законодавчому органі, він уносить важливі закони та, як очікується, реагує на занепокоєння опозиції. Стаття 85 Конституції наділяє президента повноваженнями скликати та завершувати позачергові сесії парламенту; це повноваження, однак, здійснюється лише за порадою прем'єр-міністра та його ради, тому на практиці прем'єр-міністр справді здійснює певний контроль над справами парламенту.

## Мови офісу прем'єр-міністра
Офіційний веб-сайт офісу прем'єр-міністра доступний 11-ма індійськими регіональними мовами, а саме ассамською, бенгальською, гуджараті, каннада, малаялам, мейтеї (маніпурі), маратхі, одія, пенджабі, тамільською та телугу, а також двома офіційними: англійською та хінді.
Одинадцять індійських веб-сайтів доступні за такими посиланнями:
1. Ассамська : http://www.pmindia.gov.in/asm/
2. Бенгальська: http://www.pmindia.gov.in/bn/
3. Гуджараті: http://www.pmindia.gov.in/gu/
4. Каннада : http://www.pmindia.gov.in/kn/
5. Маратхі: http://www.pmindia.gov.in/mr/
6. Малаялам : http://www.pmindia.gov.in/ml/
7. Мейтей (Маніпурі): http://www.pmindia.gov.in/mni/
8. Одія: http://www.pmindia.gov.in/ory/
9. Панджабі: http://www.pmindia.gov.in/pa/
10. Тамільська: http://www.pmindia.gov.in/ta/
11. Телугу: http://www.pmindia.gov.in/te/

## Виплати та пільги
Стаття 75 Конституції наділяє парламент повноваженнями вирішувати питання про винагороду та інші пільги прем'єр-міністра й міністрів, що час від часу поновлюються. Початкова винагорода прем'єр-міністра та інших міністрів була визначена в частині B другої таблиці конституції, яку пізніше було вилучено поправкою.
У 2010 році офіс прем'єр-міністра повідомив, що прем'єр-міністр отримує не офіційну зарплату, а лише щомісячні грошові надбавки. Того ж року The Economist повідомив, що за паритетом купівельної спроможності прем'єр-міністр Індії отримував еквівалент 4106 доларів на рік. У відсотках від ВВП на душу населення країни (валового внутрішнього продукту) це найнижчий показник серед усіх країн, досліджених The Economist.
| Станом на    | Загальна сума в INR | Загальна сума в доларах США |
| ------------ | ------------------- | --------------------------- |
| Жовтень 2009 | ₹100 000            | $1400                       |
| Жовтень 2010 | ₹135 000            | $1900                       |
| Липень 2012  | ₹160 000            | $2200                       |
| Джерела:     |                     |                             |

### Резиденція
Будівля у Нью-Делі за адресою 7, Lok Kalyan Marg — раніше називалася 7, Race Course Road — є офіційним місцем проживання прем'єр-міністра Індії.
Під час перебування на посаді першого прем'єр-міністра, Неру, резиденцією був Тін Мурті Бхаван. Лал Багадур Шастрі вибрав офіційною резиденцією 10, Джанпат, Індіра Ганді проживала на 1, Сафдарджунг Роуд. Раджив Ганді став першим прем'єр-міністром, що використовував за резиденцію 7, Лок Кальян Марг, як згодом і його наступники.

### Подорожі

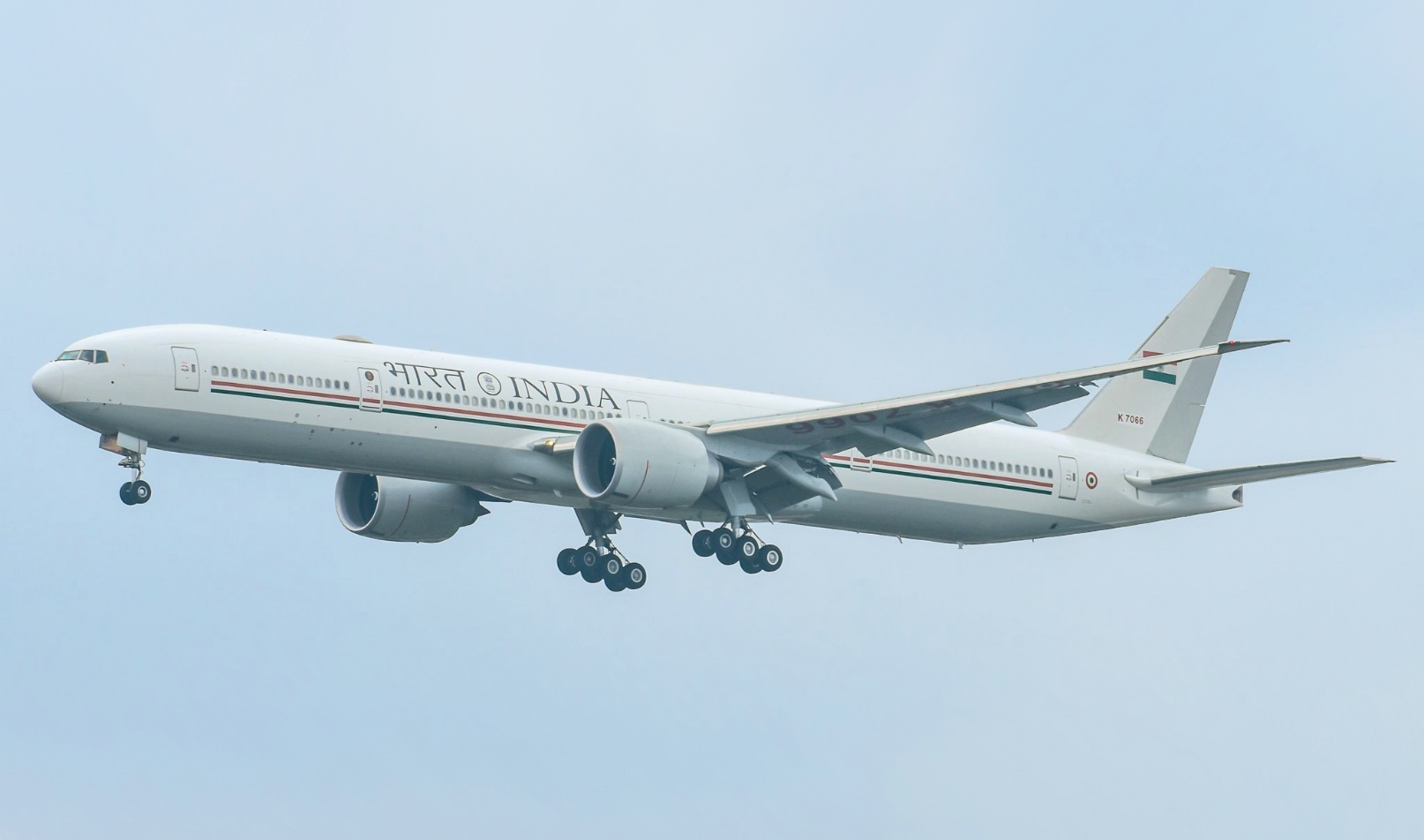
Air India One Boeing 777-300ER (K7066)

Для сухопутних подорожей прем'єр-міністр використовує сильно модифіковану броньовану версію Range Rover. Кортеж прем'єр-міністра складається з автопарку, до ядра якого входять щонайменше три броньованих седани BMW 7 серії, двох броньованих Range Rover, щонайменше 8-10 BMW X5, шість Toyota Fortuner / Land Cruiser і щонайменше два автомобілі швидкої допомоги Mercedes-Benz Sprinter.
Для авіаперельотів використовуються Boeing 777-300ER з позивним Air India One (AI-1 або AIC001). Є кілька вертольотів, наприклад Мі-8, які використовуються для перенесення прем'єр-міністра на короткі відстані. Всі ці повітряні судна експлуатуються ВПС Індії.

### Охорона

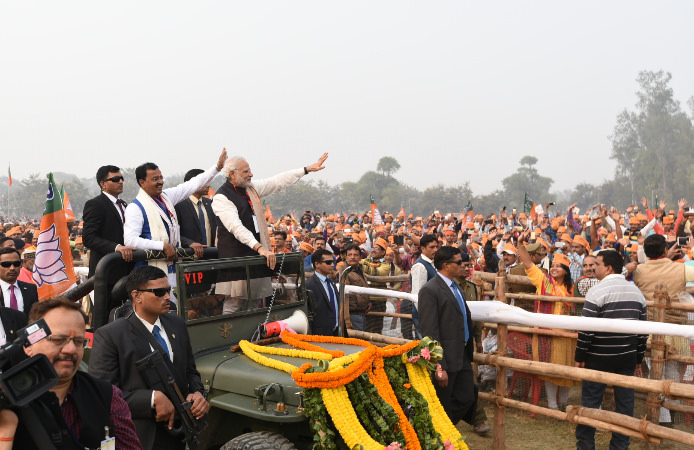
Озброєні агенти SPG супроводжують прем'єр-міністра Нарендру Моді у Варанасі, 2017

Спеціальна група захисту (SPG) відповідає за захист чинного прем'єр-міністра та його сім'ї. У забезпеченні безпеки допомагають Центральні резервні поліцейські сили (CRPF), Прикордонні сили безпеки (BSF) і поліція Делі, організовуючи триступеневу охорону маєтку.

### Офіс
Офіс прем'єр-міністра (PMO) виступає основним робочим місцем глави уряду. Офіс розташований у Південному блоці та становить комплекс із 20 кімнат, до якого прилягають Секретаріат Кабінету міністрів, Міністерство оборони та Міністерство закордонних справ. Офіс очолює головний секретар прем'єр-міністра Індії — як правило, колишній державний службовець, переважно з Адміністративної служби (IAS) чи з Служби закордонних справ (IFS).

## Сім'я

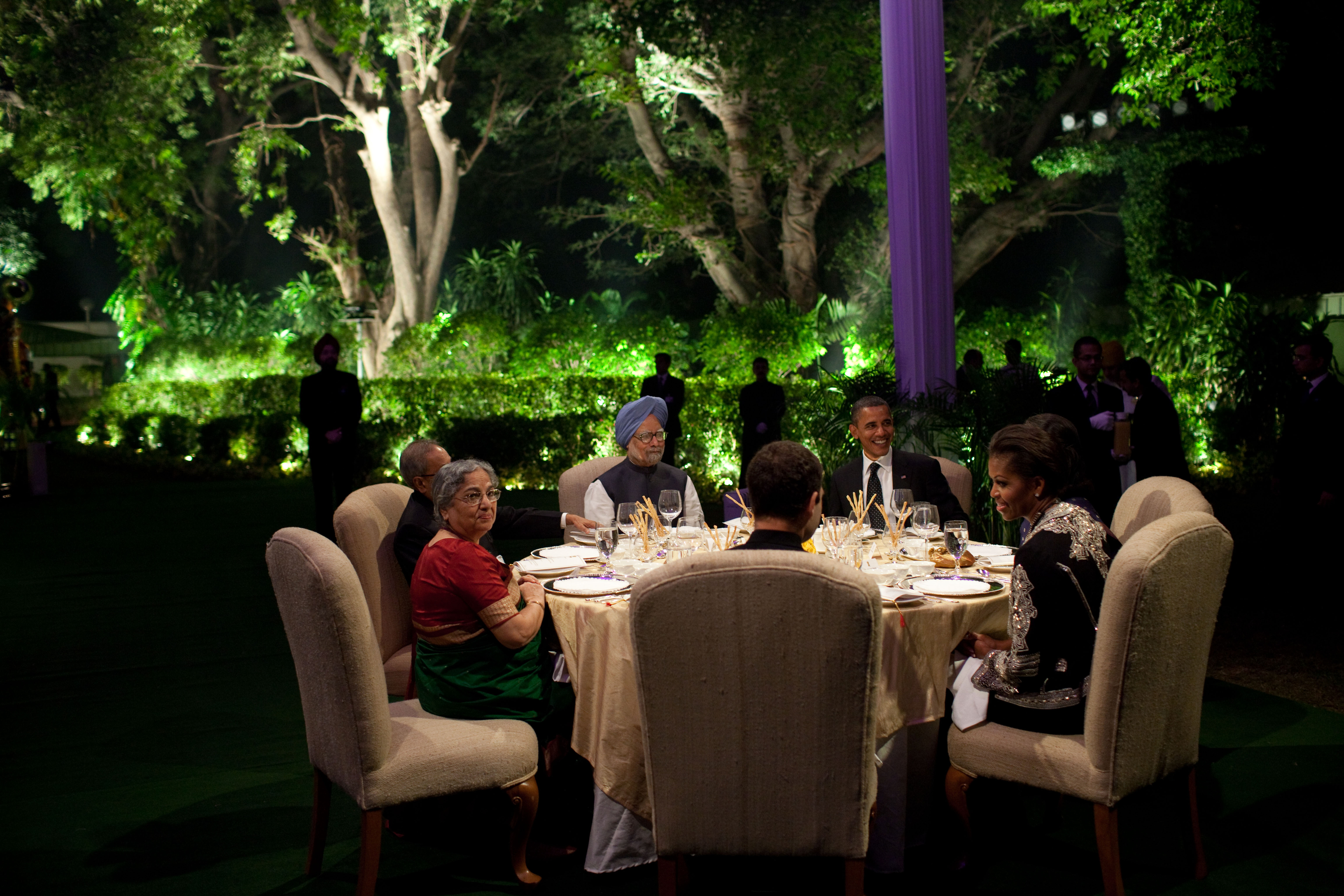
Манмохан Сінгх і Гуршаран Каур приймають Барака Обаму та Мішель Обаму у своїй резиденції 7 листопада 2010 року. За столом ліворуч від Мішель сидить Рахул Ганді та праворуч невидима Соня Ганді, обидва з родини колишнього прем'єр-міністра Раджива Ганді

У закордонних візитах прем'єра іноді супроводжує дружина. Сім'я прем'єр-міністра також перебуває під державним захистом. Багато членів сімей колишніх прем'єр-міністрів є політиками. Так, найвидатнішою сім'єю прем'єр-міністрів є сім'я Неру-Ганді, з якої вийшли три лідери: Дж. Л. Неру, Індіра Ганді та Раджив Ганді.

## Після прем'єрства
Колишні прем'єр-міністри мають право на бунгало, а також право на такі самі умови, що й чинний міністр кабінету, включаючи секретарський персонал із чотирнадцяти осіб протягом п'яти років; відшкодування офісних витрат; шість внутрішніх авіаквитків представницького класу на рік; і забезпечення охорони з боку збройних сил і поліції, як це встановлено законом.
Крім того, колишні прем'єр-міністри посідають сьоме місце в індійському порядку старшинства, що еквівалентно головним міністрам штатів (у їхніх відповідних штатах) і міністрам кабінету. Як колишній член парламенту прем'єр-міністр також отримує пенсію після звільнення з посади. У 2015 році колишній член парламенту отримував мінімальну пенсію в розмірі ₹ 20 000 ($250) на місяць, плюс ₹1500 ($19) за кожен рік служби депутатом понад п'ять років.
Деякі прем'єр-міністри зробили значну кар'єру після свого перебування на посаді, зокрема Х. Д. Деве Говда, який залишався членом Лок Сабха до 2019 року, і Манмохан Сінгх, який продовжує бути членом Радж'я Сабха.

### Смерть

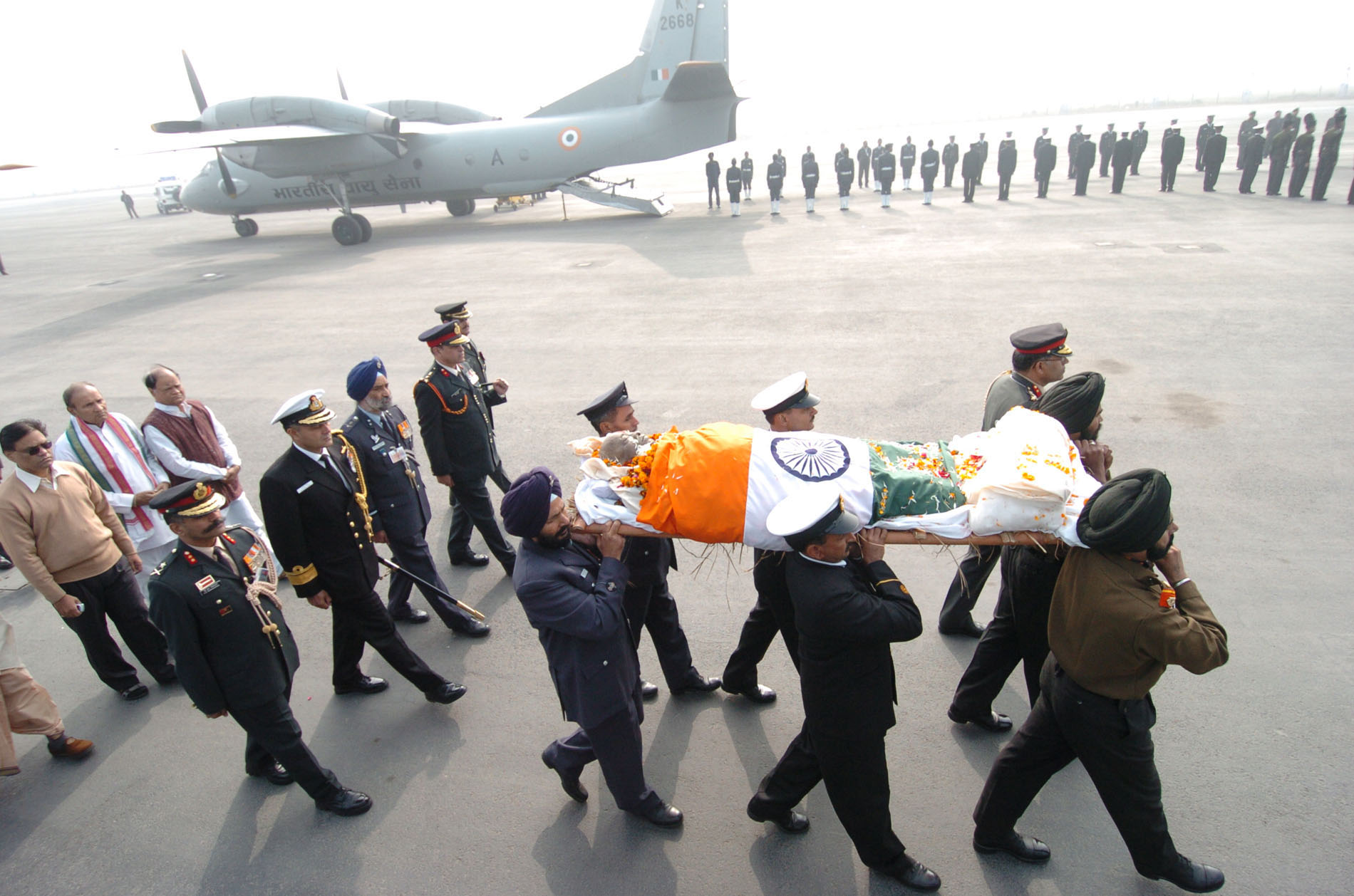
Тіло покійного прем'єр-міністра П. В. Нарасімхи Рао, пригорнуте державним прапором, несуть військовослужбовці армії, флоту й авіації в аеропорту Палам, Делі, на шляху до Хайдарабаду для кремації. 24 грудня 2004

Прем'єр-міністрам влаштовують державні похорони. У штатах і союзних територіях прийнято оголошувати день жалоби з нагоди смерті кожного колишнього прем'єр-міністра.

### Вшанування пам'яті
Кілька закладів названі на честь прем'єр-міністрів Індії. День народження Джавахарлала Неру відзначається в Індії як день дітей. Прем'єр-міністрів також зобразили на поштових марках кількох країн.

## Кошти прем'єр-міністра
Прем'єр-міністр керує різними фондами.

### Фонд національної оборони
Фонд національної оборони (NDF) був створений урядом Індії в 1962 році після індійсько-китайської війни того року. Прем'єр-міністр діє як голова виконавчого комітету фонду, тоді як міністри оборони, фінансів і внутрішніх справ діють як члени виконавчого комітету, міністр фінансів також виконує функції скарбника комітету. Секретар виконавчого комітету фонду є співсекретарем з питань NDF в Офісі Прем'єр-міністра. Згідно з веб-сайтом, фонд «повністю залежить від добровільних внесків громадськості та не отримує жодної бюджетної підтримки». Відповідно до розділу 80G Закону про податок на прибуток 1961 року пожертвування фонду оподатковуються на 100 %.

### Національний фонд допомоги прем'єр-міністра
Національний фонд допомоги прем'єр-міністра (PMNRF) був створений Джавахарлалом Неру в 1948 році для допомоги переміщеним особам з Пакистану. Наразі фонд використовується передовсім для допомоги сім'ям тих, хто загинув під час стихійних лих, таких як землетруси, циклони та повені, і в другу чергу для відшкодування медичних витрат людям з хронічними та смертельними захворюваннями. Відповідно до зазначеного вище законодавства, пожертви на користь PMNRF оподатковуються на 100 %.

### Фонд прем'єр-міністра для допомоги громадянам у надзвичайних ситуаціях (PM CARES Fund)
У березні 2020 року, після швидкого поширення вірусу COVID-19 з Уханя, Нарендра Моді оголосив про створення спеціального фонду для вирішення будь-яких надзвичайних ситуацій, таких як пандемія COVID-19. Оскільки фонд є повністю добровільним без будь-якої державної бюджетної підтримки, Моді закликав громадськість робити щедрі пожертви на користь фонду. Лише за перші 5 днів у 2019/20 фінансовому році фонд отримав 3076,62 крор рупій. Спочатку фонд використовувався для закупівлі товарів для надзвичайних ситуацій, таких як апарати штучної вентиляції легень, комплектів ЗІЗ, а також для фінансування досліджень і закупівель вакцин. На 2020/2021 фінансовий рік обсяг фонду PM Cares становив близько 10990 крор рупій.

## Заступник прем'єр-міністра

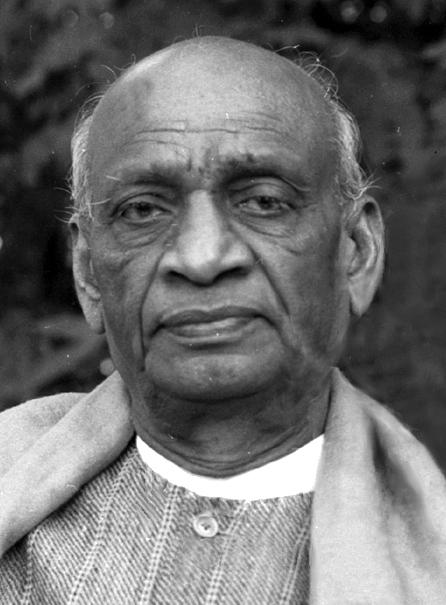
Валлаббхаї Пател був першим заступником прем'єр-міністра Індії

Посада заступника прем'єр-міністра Індії технічно не є конституційною посадою, і про неї немає жодної згадки в актах парламенту. Але історично склалося так, що в різних випадках різні уряди призначали одного зі своїх старших міністрів заступником прем'єр-міністра. Немає ні конституційної вимоги щодо заміщення цієї посади, ні так само вона не передбачає будь-яких особливих повноважень. Як правило, заступником призначаються старші міністри кабінету, наприклад міністр фінансів або міністр внутрішніх справ. Особа на цій посаді вважається найстаршою в кабінеті після прем'єр-міністра та представляє уряд у його відсутність. Як правило, заступники призначаються для зміцнення коаліційних урядів. Першим обіймав цю посаду Валлаббхаї Пател, який також був міністром внутрішніх справ у кабінеті Неру.